# Scott McConnell
Scott McConnell, född 1952, är en amerikansk journalist. Han var under 1990-talet ledarskribent på New York Post och kom sedan att bli en av huvudpersonerna inom den paleokonservativa rörelsen i USA. År 2002 grundade han – tillsammans med Pat Buchanan och Taki Theodoracopulos – tidskriften The American Conservative, som positionerade sig starkt mot Bushadministrationen och dess krig i Mellanöstern.